# Liga Moçambicana de Futebol
A Liga Moçambicana de Futebol é a organização responsável pelo futebol profissional em Moçambique, sendo uma associação dotada de personalidade júrídica.
É responsável pela organização do Moçambola (Campeonato Nacional), a mais importante competição deste desporto, composto por 12 equipas na presente época (2024).[carece de fontes?]
A Liga foi constituída em 28 de Junho de 2002, e rege-se pelos respetivos estatutos, aprovados em 22 de Fevereiro de 2010, regulamentos e pela legislação aplicável.
O actual presidente, para o quadriénio 2024/2027 é Alberto Simango Júnior.